# Realmente lo mejor
Realmente Lo Mejor  es el álbum de grandes éxitos de la cantautora mexicana Julieta Venegas en conmemoración de sus 10 años de carrera como solista. Lanzado el 18 de diciembre del 2007. Este álbum incluye cada uno de los sencillos lanzados de sus cuatro álbumes, Aquí, Bueninvento, Sí y Limón y sal. También fue anunciado que una edición especial será lanzada con este álbum, llamada Cosas raras, incluyendo caras A y B con colaboraciones en bandas sonoras. A nivel mundial Realmente Lo Mejor ha logrado vender más de 1 000 000 copias.

## Antecedentes
Realmente Lo Mejor son 12 sencillos del repertorio de Venegas. «De Mis Pasos» y «Cómo Sé» fueron producidos por Gustavo Santaolalla y extraídos de su álbum debut Aquí. «Sería Feliz» y «Hoy No Quiero» de Bueninvento. «Andar Conmigo», «Lento», «Algo Está Cambiando» y «Oleada» son de su álbum ganador de un Grammy Latino Sí. Los últimos cuatro sencillos «Me Voy», «Limón y Sal», «Eres Para Mí» a dueto con Anita Tijoux y «Primer Día» con Dante Spinetta tomas de su álbum Limón y Sal. Esta colección recibió una crítica muy positiva por Jason Birchmeier de Allmusic, recordando el éxito de cada sencillo y la "evolución" estética de Venegas en los últimos años parece perfectamente natural, una evolución artística en lugar de un intento calculado de cruce. Dado el lanzamiento de este lanzamiento del álbum se anunció una edición especial que consiste en un álbum recopilatorio llamado Cosas Raras.

## Lista de canciones
Lista de canciones por iTunes Store México.
| N.º | Título                            | Escritor(es)        | Duración |  |
| 1.  | «De Mis Pasos»                    | Venegas             | 2:18     |  |
| 2.  | «Cómo Sé»                         | Venegas             | 3:11     |  |
| 3.  | «Sería Feliz»                     | Venegas             | 3:25     |  |
| 4.  | «Hoy No Quiero»                   | Venegas             | 3:13     |  |
| 5.  | «Andar Conmigo»                   | Sorokin, Venegas    | 3:17     |  |
| 6.  | «Lento»                           | Sorokin, Venegas    | 4:02     |  |
| 7.  | «Algo Está Cambiando»             | Sorokin, Venegas    | 4:04     |  |
| 8.  | «Oleada»                          | Sorokin, Venegas    | 3:13     |  |
| 9.  | «Me Voy»                          | Venegas             | 3:08     |  |
| 10. | «Limón y Sal»                     | Venegas, Villamizar | 3:26     |  |
| 11. | «Eres Para Mí» (con Anita Tijoux) | Venegas, Tijoux     | 3:13     |  |
| 12. | «Primer Día» (con Dante Spinetta) | Venegas, Spinetta   | 3:56     |  |

## Posicionamiento en listas

### Semanales
| País           | Lista (2007)         | Mejor posición |
| -------------- | -------------------- | -------------- |
| España         | Spanish Albums Chart | 80             |
| Estados Unidos | Top Latin Albums     | 36             |
| Estados Unidos | Latin Pop Albums     | 12             |
| México         | Mexican Album Chart  | 61             |